# Nisída Mavrónisos
Nisída Mavrónisos är en ö i Grekland.   Den ligger i prefekturen Nomós Kefallinías och regionen Joniska öarna, i den centrala delen av landet, 240 km väster om huvudstaden Aten. Arean är 0,98 kvadratkilometer. 